# 101 (число)
101 (Сто оди́н) — натуральне число між 100 та 102.

## У математиці
- 26-те просте число.

## У науці
- Атомний номер менделевію.

## У військовій справі
- M101 — американська 105-мм гаубиця
- 101-ша повітрянодесантна дивізія США
- АК-101 — експортна версія автомата Калашникова АК74М

## В інших областях
- 101 (гра) — картярська гра
- 101 рік, 101 рік до н. е.
- 101 глава Біблії — 11 глава Книги Левит
- Року 101 (G101, 101 国 道) — китайська траса Пекін-Шеньян.
- ASCII-код символу «e»
- 101 ієрогліфічний ключ Кансі — «Юн» 用.
- 101 читається як «LOL» мовою Leet
- Фундація.101 — правозахисна громадська організація, що здійснює моніторинг контрольних пунктів в'їзду-виїзду в зоні АТО.
- У більшості американських коледжів — номер вступного курсу будь-якої дисципліни, наприклад: «Хімія 101», «Біологія 101» тощо. Наступні два поглибленіших курси з хімії називалися б «Хімія 102» і «Хімія 103» відповідно. У США номер «101» означає «Вступ». Тобто, назву статті «Розробка онтологій 101: посібник зі створення Вашої першої онтології» потрібно розуміти як «Вступ до розробки онтологій: посібник зі створення Вашої першої онтології»[1].

## Фільми
- «За 101-й кілометр» від Москви висилалися з міста за радянської влади «неблагонадійні» громадяни.
- У романі Орвелла «1984» в кімнаті 101 Міністерства Любові перебувала найстрашніша з можливих тортур.
- 101 далматинець — мультфільм для дітей і 101 далматинець — фільм.
- 101 — концертний альбом групи Depeche Mode, що вийшов 1989 року
- У комп'ютерній грі Fallout 3 головний герой провів своє дитинство в притулку 101.